# Tmarus floridensis
Tmarus floridensis är en spindelart som beskrevs av Eugen von Keyserling 1884. Tmarus floridensis ingår i släktet Tmarus och familjen krabbspindlar. Inga underarter finns listade i Catalogue of Life.